# Peiglmühle
Peiglmühle ist ein Ortsteil der Gemeinde Schweitenkirchen im oberbayerischen Landkreis Pfaffenhofen an der Ilm. Die Einöde liegt circa fünf Kilometer nördlich von Schweitenkirchen und ist über die Kreisstraße PAF 25 zu erreichen.
Peiglmühle wurde am 1. Mai 1978 als Ortsteil der zuvor selbständigen Gemeinde Geisenhausen im Rahmen der Gemeindegebietsreform nach Schweitenkirchen eingegliedert.